# Cree Summer
Cree Summer Francks (Los Ángeles, California; 7 de julio de 1969), simplemente conocida como Cree Summer, es una actriz y cantante estadounidense. Es conocida por interpretar a Winifred "Freddie" Brooks en la sitcom de NBC A Different World. En animación, Summer fue la voz original de Penny en la caricatura de 1983 Inspector Gadget. También es conocida en dar su voz actualmente al personaje secundario Paula de la serie de televisión animada de Nickelodeon The Loud House. Y también es conocida por ser la voz de Elvira Duff y Mary Melody en Tiny Toons, la película y los especiales
Sus otros papeles de voz incluyen Princesa Kneesaa en Ewoks, Elmyra Duff en Tiny Toon Adventures y Pinky, Elmyra & the Brain, Susie Carmichael en Rugrats y All Grown Up!, Numbuh 5 y Cree Lincoln en Codename: Kids Next Door, y Cleo el Poodle en Clifford the Big Red Dog. También es la voz de la princesa Kida en la franquicia de Atlantis: The Lost Empire, Valerie Gray en Danny Phantom, Penelope en Barbie como Rapunzel, Blackarachnia en Transformers Animated, Rayna Cartflight en The Buzz on Maggie, Beast Girl en Teen Titans Go!, Priscilla Skunk en El Salvaje Oeste del Sheriff Callie, Maxine "Max" Gibson en Batman Beyond, Foxxy Love en Drawn Together, Magma en X-Men Legends, Yvonne y Gordon en la Clase de La Sra. Munger, Nebula También dio voz al personaje Mo en las Historias Horribles, nnasí como la Mamá, Estrella y Peregrina de Kermit en Kermit's Swamp YearsQueenSugar.

## Primeros años
Summer nació en Los Ángeles, California, el 7 de julio de 1969, y creció en Red Pheasant Reserve en Saskatchewan. Ella es la hija de Don Francks, un canadiense actor y músico, y Lili Clark de North Richmond, California, un miembro adoptivo de las llanuras Cree Primeras naciones. Ella y su familia también viajaron y vivieron en Columbia Británica durante su infancia, y ella comenzó la escuela pública a la edad de nueve años en Toronto. Su hermano, Rainbow Sun Francks, es actor y ex MuchMusic VJ.

## Carrera

### Actuación
La carrera como actriz de Summer comenzó en 1983 cuando fue elegida como Penny en la primera temporada de la versión original de Inspector Gadget. Su voz única y de garganta era instantáneamente reconocible para los espectadores, así como para los agentes de casting, que comenzaron a lanzarla con frecuencia en programas animados. Muchos de ellos formaban parte de franquicias de culto, como The Care Bears Movie (1985) y Ewoks (1985, parte de la franquicia de Star Wars).
En 1988, Summer fue elegida como el libre espíritu Winifred "Freddie" Brooks en  The Cosby Show  spin-off A Different World. Ella permaneció como miembro regular del programa desde 1988 hasta su finalización en 1993.
Durante la ejecución de  A Different World , Summer continuó trabajando en la actuación de voz. Fue elegida en la serie de televisión de corta duración  Sweet Justice  en 1994 hasta su cancelación en 1995. En el otoño de ese mismo año, Summer y su  Un mundo diferente  coestrella Jenifer Lewis protagonizó el drama de horario estelar  Courthouse , que fue cancelado dos meses después de su estreno. Además de las apariciones de invitados en otros programas de televisión de acción en vivo como  Living Single  y  The Fresh Prince of Bel-Air , El trabajo profesional de Summer desde entonces se ha limitado a la actuación de voz.
Al comienzo de la tercera temporada de A Different World en 1988, la serie de dibujos animados The Real Ghostbusters episodios se expandieron de su formato original de media hora a una hora. El espectáculo fue cambiado para ser más joven. Los episodios tenían un tono más claro diseñado para ser menos serios y aterradores. En estos episodios más ligeros, Cree dio voz a la dulce y servicial Chilly Cooper, la mujer de helado del vecindario y el inocente interés amoroso de Slimer.
Summer dio voz a más de 101 personajes animados entre 1983 y 2006. Estos han abarcado videojuegos, series de televisión de dibujos animados, películas animadas y comerciales. Entre sus papeles más famosos fue en Inspector Gadget (Temporada 1) como Penny (un papel que repitió en el episodio de Robot Chicken "Adoption's an Option"), WB's Tiny Toon Adventures (1990) como Elmyra Duff (que repitió para Pinky, Elmyra & the Brain)y Mary Melody, Aka Pella en la Histeriade WB! , Susie Carmichael en Rugrats de Nickelodeony su spin-off All Grown Up!, Cleo el caniche en PBS Kids' Clifford el gran perro rojo, Miranda de As Told by Gingerde Nickelodeon , Foxxy Love in Drawn Together, Dulcy the Dragon in Sonic the Hedgehog, Princess 'Kida' Kidagakash para la franquicia de Disney's Atlantis: The Lost Empire, Valerie Gray en Danny Phantomde Nickelodeon , Numbuh 5 en Cartoon Network's Codename: Kids Next Door, Penelope en Barbie As Rapunzel, villano octogenario Granny May en WordGirl, Tiff de Nickelodeon's My Life as a Teenage Robot, y Blackarachnia en Transformers: Animated Animated .
En diciembre de 2016, Summer repitió su papel como Penny de Inspector Gadget en un episodio de la serie web, Nostalgia Critic.
Summer es una coprotagonista frecuente de la actriz canadiense-estadounidense Tara Strong; los dos son amigos de la infancia, ambos crecieron en Toronto, Ontario.

### Actuación de voz
Interpretó la voz en off para los juegos  Baldur's Gate: Dark Alliance  y  BLACK . Ella expresó a Auriel en  Diablo 3 ,   y repitió el papel de  Heroes of the Storm.  ' 'S' también fue la voz de Tandi en  Fallout  y First Citizen Lynette en  Fallout 2,  Tatjana en  Arc the Lad: Twilight of the Spirits,  Lady Belgemine, Young Tidus y voces en off adicionales en  Final Fantasy X,  Lenne / Calli en Final Fantasy X-2, Storm en Marvel Super Hero Squad, Cynder en The Legend of Spyro: A New Beginning,  Magma en  X-Men Legends  y el Inca Princess Micay en  Pitfall: The Lost Expedition .    Ella expresa Medusa en el juego  Kid Icarus: Uprising  para Nintendo 3DS.   Ella expresó a Catalina Thorn, la líder de Cell en  Crackdown 2.  Tenía un pequeño papel en  Mass Effect . También hizo voces misceláneas en  World of Warcraft: Mists of Pandaria . Repitió su voz de She-Hulk en  Marvel Super Hero Squad: The Infinity Gauntlet .    También expresó a Kit Brinny en el video de introducción para el MMORPG  Wildstar . Ella proporciona la voz de la chica vampiro derby chica Roller Brawl en la serie  Skylanders . También ha expresado la profesora Penélope Young, un personaje menor original en  Batman: Arkham Asylum .   

### Carrera musical
Summer ha cantado desde una edad temprana y se unió a su primera banda a los 13 años. En 1985, grabó el tema musical para OWL/TV. En 1990, cantó la voz de fondo en dos pistas para el propio LP de Jasmine Guy, miembro del elenco de A Different World. En 1993 lanzó un álbum (como cantante principal) con su banda Subject to Change. Capitol Records no lanzaron oficialmente el álbum debido a diferencias creativas; los registros que se produjeron se distribuyeron como promociones y se consideran una rareza. La banda, con un mensaje político agresivo y un sonido de fusión de rock-soul, siguió siendo popular como un acto de co-cabeza con otros intérpretes. En 1999, Summer lanzó su álbum en solitario Street Fasrie producido por y con el artista invitado (y amigo) Lenny Kravitz, con el álbum un éxito moderado. Aunque Summer realizó una gira como telonero de Kravitz, su sello la dejó caer y un lugar planeado con Lilith Fair fue cancelado. El sello continuó promocionando el álbum, sin embargo, enviando un sampler de cuatro pistas a la radio y emitiendo sencillos remix de la canción "Revelation Sunshine" en Europa, con un sencillo especial específicamente para Austria.
Summer grabó una canción titulada "Savior Self" para la que dirigió un video musical coprotagonizado por Zoo Kravitz, hija de la actriz Lisa Bonet y el roquero Lenny Kravitz. El video fue proyectado en línea, pero la pista nunca estuvo disponible comercialmente, ni se distribuyó a la radio.
Varios personajes retratados de Summer (animados o no) son cantantes o cantan canciones dentro de la banda sonora de un espectáculo. El personaje de Susie en All Grown Up!. Fue retratado como un cantante con verdadero talento, permitiendo a Summer cantar en el papel. Summer también canta la canción de apertura para  All Grown ¡Arriba!. El personaje de Foxxy Love en  Drawn Together  era un cantante, con canciones como La-La-La-La-Labia y Crashy Smashy, Numbuh 5 de  Nombre en clave: Kids Next Door  cantó una canción de cuna para adormecer a los bebés. Elmyra Duff cantó muchas veces en Tiny Toon Adventures. Ella co-realizó la voz principal en la canción "Cool Kitty" con Tara Strong, que acompañó una caricatura llamada Clase de 3000, dirigida y escrita para Cartoon Network por André 3000. Ella proporcionó la voz de un cantante recurrente granada en "Las aventuras de la fructosa de la naranja molesta", que generalmente cantaba durante las secuencias de montaje. Su personaje Priscilla en  Sheriff Callie's Wild West  también canta muchas veces.
En 2008, Summer apareció en The Frank Zappa AAAFNRAAA Birthday Bundle, interpretando una versión de la canción de Zappa"Dirty Love"con Dweezil Zappa en la guitarra y coros de Ahmet Zappa, producida por Linda Perry.

#### Influencias musicales
Las influencias musicales de Summer incluyen Frank Zappa, Al Green y Dinah Washington.

## Vida personal
Summer está casada con Angelo Pullen. La pareja tiene dos hijas: Brave Littlewing, nacida en 2011, y Hero Peregrine, nacida en 2013. Summer también tiene un hermano menor, Rainbow Sun Francks, un actor y compositor canadiense que también fue una personalidad en el aire en Mucha música, un canal de televisión y video musical canadiense.

## Filmografía

### Roles
- 1984:  Tarta de fresa y el bebé sin nombre  - Azahar
- 1985:  La película The Care Bears  - Joven Kim
- 2001:  Atlantis: El imperio perdido  - Princesa Kida
- 2003:  Atlantis: El regreso de Milo  - Princesa Kida

Ver más

### Series animadas
- Johnny Bravo - Amy Elephant, Salvador, Cachorro
- Ben 10 - Frightwig
- Teen Titans Go! - Beast Girl
- Sheriff Callie's Wild West - Priscilla
- The Loud House - Paula
- Tiny Toon Adventures - Elvira Duff y Mary Melody

Ver más